# Anders Victor Isaksson
Anders Victor Isaksson (i riksdagen kallad Isaksson i Västervik), född 12 augusti 1855 i Västra Eneby församling i Östergötlands län, död 20 maj 1925 i Västervik, var en predikant och politiker. Han var ledamot av riksdagens andra kammare 1912–1921 och tillhörde lantmanna- och borgarpartiet. Han motionerade i riksdagen om understöd åt enskild person och om inkvarteringsbidrag för vissa militära befattningshavare.